# Roser Atmetlla i Andreu
Roser Atmetlla i Andreu (Blanes, la Selva, 1963) és una escriptora en llengua catalana llicenciada en filosofia per la Universitat de Barcelona. Des de l'any 1997 compagina la creació literària amb l'ensenyament de filosofia a l'IES Serrallarga de Blanes.

## Currículum professional
- Promotora i editora del magazine digital Promoartyou,[2] creat per facilitar l'intercanvi entre els artistes i els seus promotors.
- Articulista del Diari de Girona.[3]
- Col·laboradora del diari de cultura en català Núvol.[4]
- Professora a l'Escola d'Escriptura de l'Ateneu Barcelonès[5] del curs titulat La novel·la d'iniciació: retrat de l'escriptor adolescent.
- Membre de l'Associació d'Escriptors en Llengua Catalana.

## Publicacions[1]
- 1998: El nedador. Ed. Quaderns Crema (traduït al castellà per Carlos Manzano de Frutos el 1999) (novel·la)
- 2003: La clau de tots els secrets.[6] Ed. Espasa Calpe (novel·la)
- 2005: La línia. Ed. La Magrana (novel·la)
- 2006: "La merla",[7] un conte d'encàrrec de l'Associació d'Escriptors en Llengua Catalana (conte)
- 2008: Els ulls tancats[8]. Ed. La Magrana (novel·la)
- 2010: "La mar s'ho acaba empassant tot", conte publicat al número 16 de la revista Lectora (conte)[9]
- 2012: Una nit molt moguda[10] (novel·la infantil)
- 2023. Un final feliç (Navona)[11]